# Dave Weldon
David Joseph "Dave" Weldon, född 31 augusti 1953 i Amityville, New York, är en amerikansk republikansk politiker och läkare. Han representerade delstaten Floridas femtonde distrikt i USA:s representanthus 1995-2009.
Weldon avlade 1981 sin läkarexamen vid State University of New York. Han tjänstgjorde sedan i USA:s armé 1981-1987.
Kongressledamoten Jim Bacchus kandiderade inte till omval i kongressvalet 1994. Weldon vann valet och efterträdde Bacchus i representanthuset i januari 1995. Weldon omvaldes sex gånger. I samband med fallet Terri Schiavo meddelade han att han inte trodde att Schiavo var i ett vegetativt tillstånd.
Weldon kandiderade inte till omval i kongressvalet i USA 2008. Han stödde partikamraten Bill Posey som sedan vann valet.